# Symfonie nr. 31 (Mozart)
Symfonie nr. 31, of de Parijse Symfonie, in D majeur, KV 297 (met het originele tweede deel) of KV 300a (met het nieuwe tweede deel), is een symfonie van Wolfgang Amadeus Mozart. Hij schreef het stuk in 1778 in Parijs.

## Orkestratie
De symfonie is geschreven voor:
- Twee fluiten.
- Twee hobo's.
- Twee klarinetten in A.
- Twee fagotten.
- Twee hoorns.
- Twee trompetten.
- Pauken.
- Strijkers.

## Delen
De symfonie bestaat drie delen:
- I Allegro assai.
- II Andante.
- III Allegro.